# USS Bainbridge (CGN-25)
USS Bainbridge (DLGN-25/CGN-25) — атомний ракетний крейсер ВМС США, один із двох кораблів свого класу. Названий на честь комодора Вільяма Бейнбріджа, він був четвертим кораблем ВМС США, який мав це ім'я. За оригінальним класифікаційним символом корпусу DLGN (ракетний есмінець з керованим озброєнням та ядерним двигуном, який у той час класифікувався як «фрегат»), він був першим кораблем типу есмінець з ядерною силовою установкою у ВМС США, і його ім'я спадкувало головному кораблю першого типу ескадрених міноносців ВМС США «Бейнбридж».

## Історія
«Бейнбридж» був спроєктований і побудований Bethlehem Shipbuilding Corporation на суднобудівній верфі Fore River Shipyard у Квінсі, штат Массачусетс. Прийнятий на озброєння в жовтні 1962 року, він пройшов випробування біля східного узбережжя та в районі Карибського моря до лютого 1963 року, коли корабель почав свій перший вихід в Середземне море. Це включало демонстрацію її високошвидкісних можливостей дальньої дії та роботи з атомним авіаносцем «Ентерпрайз». «Бейнбридж» повернувся в Середземне море в травні 1964 року, цього разу приєднавшись до «Ентерпрайза» та ракетного крейсера «Лонг-Біч», щоб сформувати повністю атомохідну Оперативну групу 1. Наприкінці липня три кораблі з атомними двигунами розпочали операцію «Морська орбіта» — 65-денний навколосвітній похід без дозаправки протяжністю 30 565 миль.
У 1975 році «Бейнбридж» був перекласифікований на ракетний крейсер.
Після включення крейсера до складу флоту у 1962 році він служив понад 30 років в Атлантиці, Тихому океані, Середземномор'ї та у морях Близького Сходу, перш ніж був знятий з експлуатації в 1996 році.